# Gyula Rákosi
Gyula Rákosi (* 9. října 1938 Budapešť) je bývalý maďarský fotbalista, jenž nastupoval především na postu záložníka. S maďarskou reprezentací získal bronzovou medaili na mistrovství Evropy v roce 1964 (byť na závěrečném turnaji nenastoupil) a taktéž bronzovou medaili na olympijském turnaji v roce 1960. Krom toho se zúčastnil dvou světových šampionátů, v letech 1962 a 1966. Na mistrovstvích světa odehrál celkem 7 zápasů. Za národní tým nastupoval v letech 1960–1968 a odehrál za něj 41 utkání, v nichž vstřelil 4 branky. Celou klubovou kariéru (1957–1972) strávil ve Ferencvárosu Budapešť. Stal se s ním čtyřikrát mistrem Maďarska (1962/63, 1964, 1967, 1968), dvakrát vyhrál maďarský pohár (1958, 1972) a v sezóně 1964/65 s ním dosáhl největšího mezinárodního úspěchu, když vyhrál Veletržní pohár (předchůdce Evropské ligy). Ve Veletržním poháru odehrál 33 zápasů, v nichž dal 4 góly. Sedmkrát nastoupil v Poháru UEFA, šestkrát v Poháru mistrů, dvakrát v Poháru vítězů pohárů. Odehrál za zelenobílé 322 ligových utkání, v nichž dal 63 gólů. Po skončení hráčské kariéry se věnoval trenéřině, působil zejména na Blízkém východě.